# A' Katīgoria 1947-1948
La A' Katīgoria 1947-1948 fu l'11ª edizione del massimo campionato di calcio cipriota: l'APOEL vinse il suo settimo titolo.

## Stagione

### Novità
Furono ben tre le squadre a rinunciare a partecipare: l'Anorthōsis, il Pezoporikos Larnaca e l'EPA Larnaca. A limitare questa emorragia ci fu l'arrivo dell'AYMA Nicosia, squadra di giovani armeni, iscritta per la prima volta al campionato; di fatto, con l'eccezione dell'AEL Limassol parteciparono solo squadre di Nicosia.

### Formula
Il campionato era formato da cinque squadre e non erano previste retrocessioni; furono assegnati due punti in caso di vittoria, uno in caso di pareggio e zero in caso di sconfitta.
Le squadre si incontrarono in gironi di andata e ritorno per un totale di otto turni.

## Squadre partecipanti
| Club               | Città    | Stadio             | Stagione precedente |
| ------------------ | -------- | ------------------ | ------------------- |
| AEL Limassol       | Limassol | Stadio GSO         | 4º in A' Katīgoria  |
| APOEL              | Nicosia  | Stadio Vecchio GSP | 1º in A' Katīgoria  |
| AYMA Nicosia       | Nicosia  | Stadio Vecchio GSP | Non iscritta        |
| Lefkoşa Türk       | Nicosia  | Stadio Vecchio GSP | 5º in A' Katīgoria  |
| Olympiakos Nicosia | Nicosia  | Stadio Vecchio GSP | 7º in A' Katīgoria  |

## Classifica finale
|                  | Pos. | Squadra            | Pt | G | V | N | P | GF | GS | DR  |
| ---------------- | ---- | ------------------ | -- | - | - | - | - | -- | -- | --- |
| Cipro (bandiera) | 1.   | APOEL              | 15 | 8 | 7 | 1 | 0 | 37 | 7  | +30 |
|                  | 2.   | AEL Limassol       | 11 | 8 | 5 | 1 | 2 | 20 | 10 | +10 |
|                  | 3.   | Olympiakos Nicosia | 8  | 8 | 4 | 0 | 4 | 25 | 23 | +2  |
|                  | 4.   | AYMA Nicosia       | 5  | 8 | 2 | 1 | 5 | 12 | 26 | -14 |
|                  | 5.   | Lefkoşa Türk       | 1  | 8 | 0 | 1 | 7 | 6  | 34 | -28 |

### Verdetti
- APOEL campione di Cipro.